# Vernissage

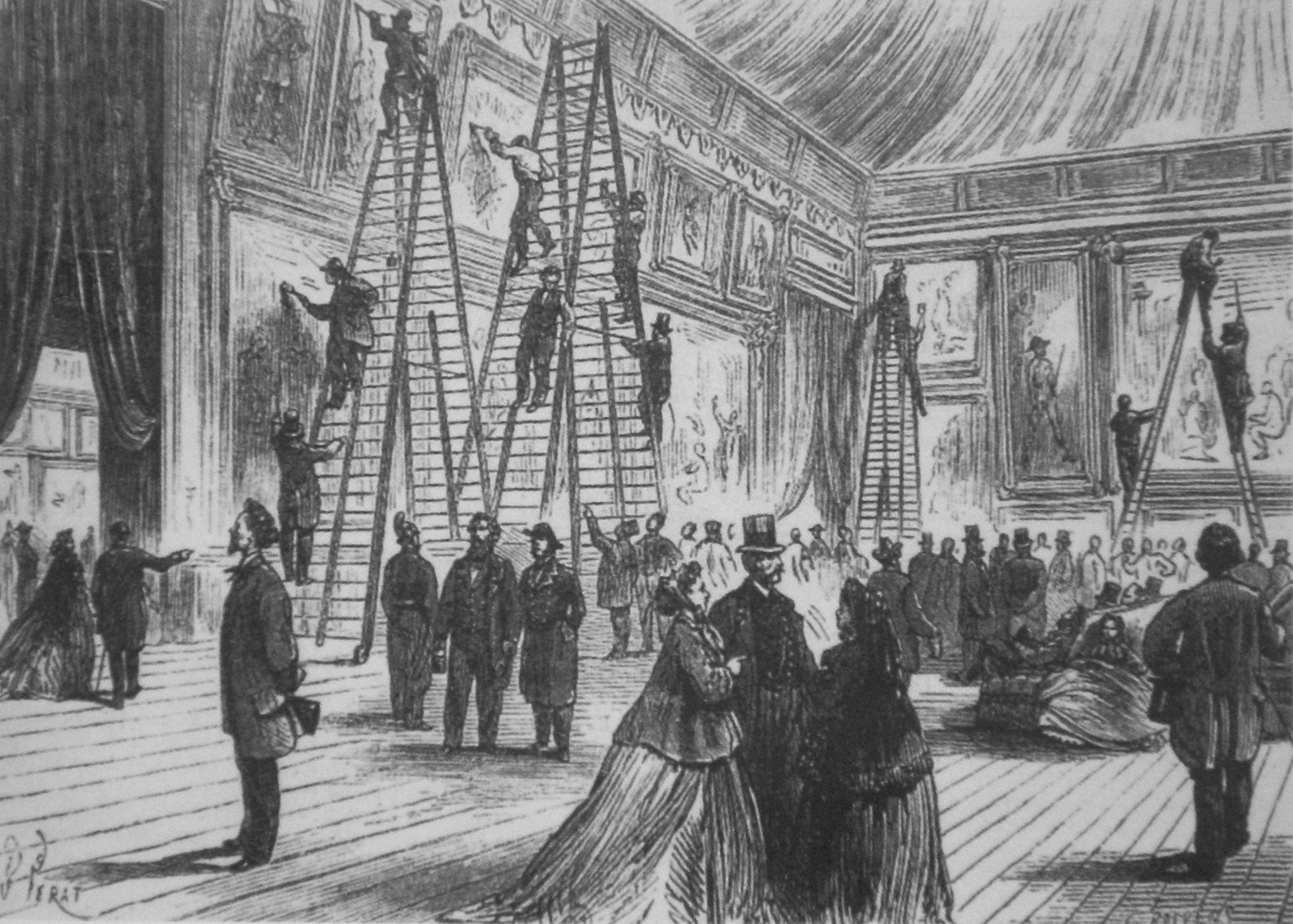
Vernissage, Salon de Paris (1866)

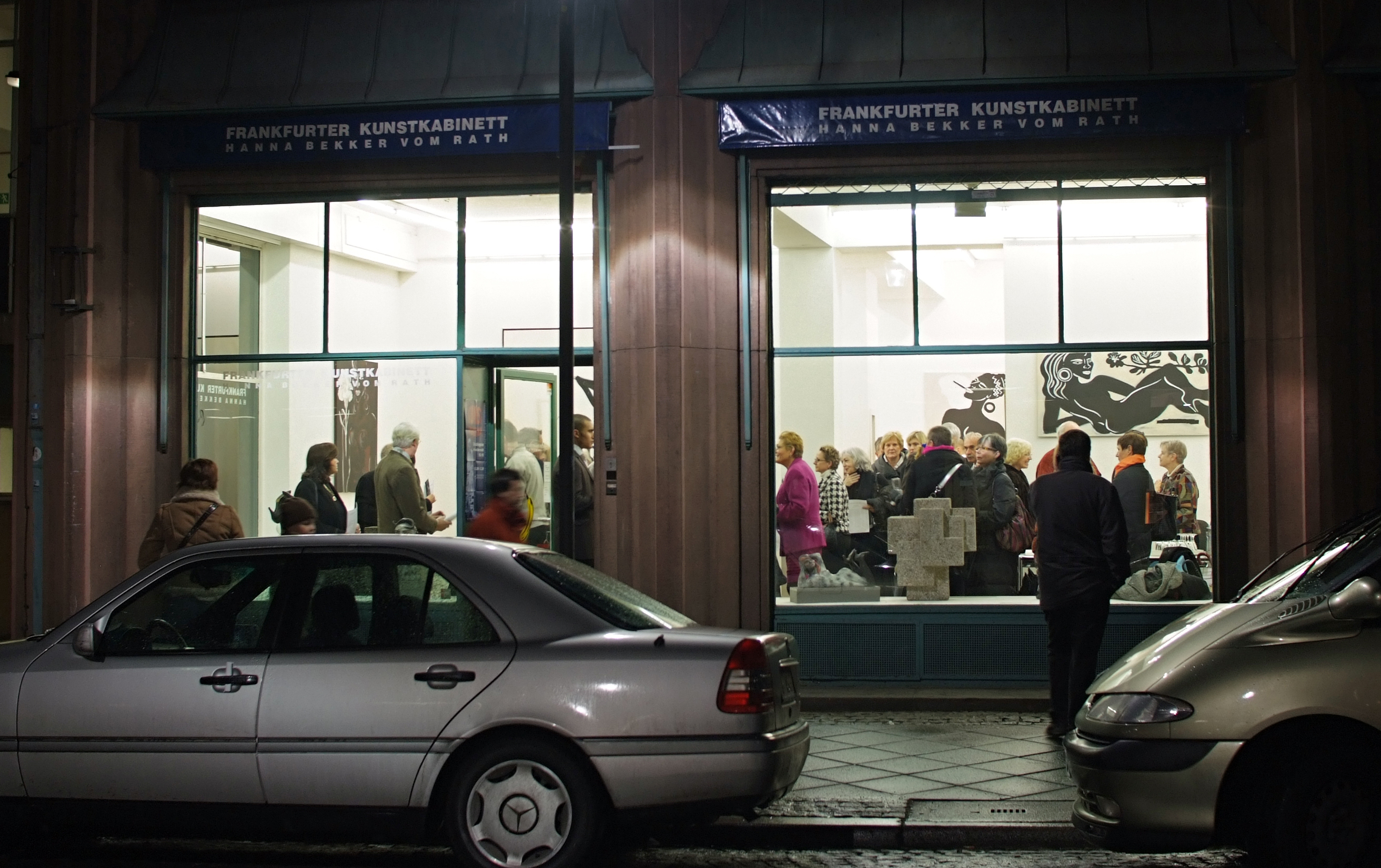
Vernissage im Frankfurter Kunstkabinett (2009)

Unter Vernissage (IPA: [vɛʁnɪˈsaːʒə], [vɛʁnɪˈsaːʃ], anhörenⓘ, anhörenⓘ, von französisch vernisⓘ ‚Firnis‘) versteht man die feierliche Eröffnung einer Kunstausstellung, bei der die Werke eines lebenden Künstlers ausgestellt werden.

## Geschichte
Ursprünglich handelte es sich bei der Vernissage um die endgültige Fertigstellung eines Gemäldes. Dazu wurde auf das fertige Bild Firnis (französisch vernis, ein Klarlack) aufgetragen, um einerseits das Werk vor Umwelteinflüssen zu schützen und andererseits die Farben in besonderer Weise zur Entfaltung zu bringen. Damit wurde die Arbeit „endgültig abgeschlossen“, da ein Weitermalen hinterher faktisch unmöglich war. Meist firnissen die Künstler die auszustellenden Bilder selbst, um das Ergebnis zu kontrollieren. In einigen ausstellenden Galerien wurde diese Arbeit aber auch von Angestellten ausgeführt, und die Künstler hatten sich dann auf die Wirkung ihrer Farben nach dem Firnissen einzustellen.
Im Lauf der Zeit entstand der Brauch, dieses „Firnissen“, das der förmlichen Ausstellungseröffnung voranging, mit einer Feier im Kreis von Freunden und Auftraggebern zu würdigen. Später fiel beides zusammen, und aus der Vernissage wurde „Ausstellungseröffnung“.

## Vernissage heute
Heute ist die Vernissage die feierliche Eröffnung einer Ausstellung. Die Werke werden in einer Galerie wirkungsvoll platziert, um den Besuchern ein besonderes Kunsterlebnis zu ermöglichen. Bevor die Ausstellung für das Publikum geöffnet wird, werden besondere Gäste zur Vernissage eingeladen: Kunstliebhaber, Kunsthändler, Politiker, Wirtschaftsführer, Gönner der Galerie und der Künstler und natürlich die Presse. Der Galerist eröffnet die Vernissage und er oder ein Kunstkenner stellen die ausgestellten Werke und den Künstler, seinen Werdegang und sein Gesamtwerk vor. Oft ist der Künstler persönlich anwesend. Danach folgt die Betrachtung und Diskussion der einzelnen Werke. Der Ablauf ist meist gerahmt von einem Stehempfang zu Beginn, und Kunstgesprächen bei edlen Getränken und kulinarischen Leckereien zum Ausklang.
Das feierliche Ende am letzten Tag einer Kunstausstellung nennt man Finissage. Bei größeren Kunstausstellungen kann es zur Halbzeit der Ausstellung auch eine mitunter medienwirksame Midissage geben.

## Vernissage in der Großgruppenarbeit
Wenn im Rahmen von Organisationsentwicklung in großen Gruppen Themen bearbeitet werden  mit dem Ziel, konkrete Veränderungen zu erreichen, dann werden Methoden der Großgruppenmoderation eingesetzt. Dabei werden Untergruppen gebildet, deren Ergebnisse den anderen präsentiert werden. Eine Form der Präsentation ist die „Vernissage“. Dabei wird der Arbeitsprozess und die Ergebnisse jeder Gruppe auf Pinnwänden meist bildhaft dargestellt und die Wände wie in einer „Galerie“ in verschiedenen Stationen präsentiert. Die Teilnehmer der Gruppen wandern dann von einer Station zur anderen und bewundern die Ergebnisse. Jede Station wird von einem Mitglied der verantwortlichen Gruppe betreut, das den Vernissage-Besuchern Fragen beantwortet und Hintergründe erläutert.